# Sethnakht
Sethnakht (... – 1186 a.C.) è stato un faraone della XX dinastia egizia.

## Biografia

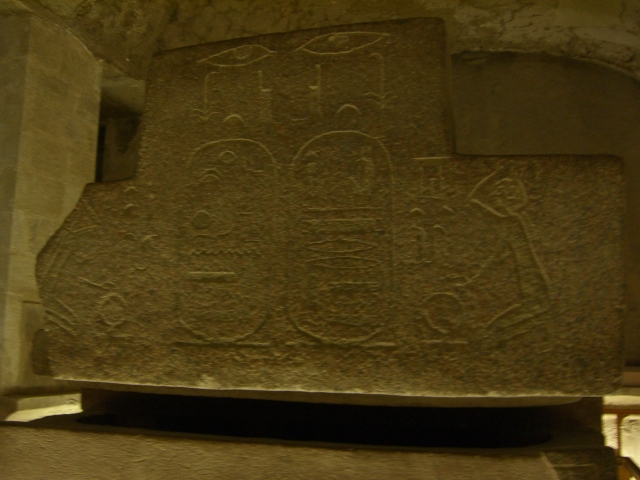
Cartigli di Sethnakht. KV14, Valle dei Re.

Sethnakht fu il fondatore della XX dinastia. Non possediamo informazioni su come sia giunto al potere dopo il periodo di anarchia che segnò il termine della XIX dinastia, infatti non sembra avesse alcun grado di parentela con gli immediati predecessori Tausert, Siptah o Seti II; Sethnakht considerò solo quest'ultimo come legittimo faraone. Verosimilmente fu un usurpatore che raggiunse il trono sfruttando il caos e l'incertezza che segnarono la caduta della XIX dinastia, o forse si tratta di un membro minore, altrimenti ignoto, della dinastia ramesside. Il nome teoforo, con riferimento al dio Seth, fa ritenere che fosse originario della regione del delta del Nilo.
Come per tutti i sovrani di questa dinastia non vi sono riferimenti diretti nelle liste di Manetone e dei suoi epitomatori che si limitano a dire "... dodici re diospoliti che regnarono 135 anni."
Nel gennaio del 2007, sul settimanale egiziano Al-Ahram, il Supremo Consiglio delle Antichità ha annunciato la scoperta di una stele di quarzo, perfettamente conservata, appartenente a Bakenkunshu, "primo profeta di Amon", che cita esplicitamente il 4º anno di regno di Sethnakht. Non si credeva che il suo regno fosse durato più di 2 o 3 anni oltre, forse, ad alcuni anni di regno in contemporanea alla regina Tausert di cui Sethnakht scalpellò il nome e usurpò la tomba.  Incerto è anche il destino della mummia della regina Tausert dopo l'ascesa della XX dinastia. Questa damnatio memoriae degli ultimi sovrani della XIX dinastia verrà proseguita poi dal figlio di Sethnakht, Ramses III che nella lista processionale del tempio di Medinet Habu porrà il padre come diretto successore di Seti II.
Grande sposa reale, e madre dell'erede, fu Tiy-Mereneset, unica consorte a noi nota e forse figlia del faraone Merenptah.
Il Papiro Harris attribuisce a Sethnakht di aver riportato l'ordine e la tranquillità in Egitto.

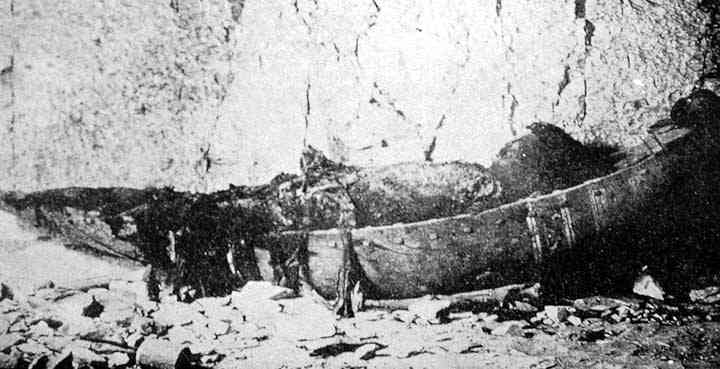
La mummia della barca, della tomba KV35, prima della sua distruzione

Fu Sethnakht ad iniziare la costruzione del tempio di Amon-Ra nel complesso di Karnak, che sarà poi concluso dal figlio. Fu sempre Sethnakht ad iniziare i lavori per la tomba KV11 nella Valle dei Re che sarà poi del figlio Ramses III, ma si vide costretto a interrompere l'opera quando lo scavo degli operai andò a sconfinare nel più antico sepolcro KV10 del faraone Amenmesse, della XIX dinastia.
La mummia di Sethnakht, inizialmente collocata nella tomba KV14 scavata nella Valle dei Re per Tausert, non è stata identificata con certezza, anche se la cosiddetta "mummia nella barca" (una enigmatica mummia rinvenuta già sbendata, forse per un antico saccheggio, riversa in una barca rituale di legno) ritrovata insieme a molte altre nella tomba KV35 da Victor Loret nel 1898, è stata identificata da alcuni come quella del faraone Sethnakht. L'egittologo Aidan Dodson ha recentemente respinto questa identificazione, ipotizzando che la salma fosse appartenuta ad un membro della famiglia di Amenhotep II, il faraone destinatario della KV35. In ogni caso, la mummia in questione andò perduta nel 1901 nel corso di un saccheggio, prima che fosse possibile ogni analisi.

## Titolatura
| G5 |

| G5 |

| E1 · D40 | G36 · r | F9 · F9 | t · Z4 |

| E1 · D40 | G36 · r | F9 · F9 | t · Z4 |

| E1 · D40 | G36 · r | F9 · F9 | t · Z4 |

| E1 · D40 | G36 · r | F9 · F9 | t · Z4 |

| E1 · D40 | G36 · r | F9 · F9 | t · Z4 |

| E1 · D40 | G36 · r | F9 · F9 | t · Z4 |

| E1 · D40 | G36 · r | F9 · F9 | t · Z4 |

| E1 · D40 | G36 · r | F9 · F9 | t · Z4 |

| G16 |

| G16 |

| t · G43 · t | A53 | N28 · D36 | Z2 | W19 | (?) |

| t · G43 · t | A53 | N28 · D36 | Z2 | W19 | (?) |

| G8 |

| G8 |

| S42 | Aa15 · D40 | Aa1 · p · N37 | F23 · D46 | r · D40 | T10 · Z2 | Z2s · Z2s |

| S42 | Aa15 · D40 | Aa1 · p · N37 | F23 · D46 | r · D40 | T10 · Z2 | Z2s · Z2s |

| V28 | A24 | r · Z5 | i | i | Z1 · Z4 | A14 · f |

| V28 | A24 | r · Z5 | i | i | Z1 · Z4 | A14 · f |

| M23 · X1 | L2 · X1 |

| M23 · X1 | L2 · X1 |

| N5 | wsr | C12 | N36 · N28 | Z2 | N5 | U21 · n |

| N5 | wsr | C12 | N36 · N28 | Z2 | N5 | U21 · n |

| N5 | wsr | C12 | N36 · N28 | Z2 | N5 | U21 · n |

| N5 | wsr | C12 | N36 · N28 | Z2 | N5 | U21 · n |

| N5 | wsr | C12 | N36 · N28 | Z2 | N5 | U21 · n |

| N5 | wsr | C12 | N36 · N28 | Z2 | N5 | U21 · n |

| N5 | wsr | C12 | N36 · N28 | Z2 | N5 | U21 · n |

| N5 | wsr | C12 | N36 · N28 | Z2 | N5 | U21 · n |

| G39 | N5 |

| G39 | N5 |

| N5 | C12 | C7 | D40 · N36 | r&r |

| N5 | C12 | C7 | D40 · N36 | r&r |

| N5 | C12 | C7 | D40 · N36 | r&r |

| N5 | C12 | C7 | D40 · N36 | r&r |

| N5 | C12 | C7 | D40 · N36 | r&r |

| N5 | C12 | C7 | D40 · N36 | r&r |

| N5 | C12 | C7 | D40 · N36 | r&r |

| N5 | C12 | C7 | D40 · N36 | r&r |

## Datazioni alternative
| Autore        | Anni di regno         |
| ------------- | --------------------- |
| Redford       | 1200 a.C. - 1198 a.C. |
| Arnold        | 1996 a.C. - 1994 a.C. |
| Krauss        | 1990 a.C. - 1997 a.C. |
| Grimal        | 1188 a.C. - 1186 a.C. |
| Dodson        | 1187 a.C. - 1185 a.C. |
| Malek         | 1186 a.C. - 1184 a.C. |
| Shaw          | 1186 a.C. - 1184 a.C. |
| von Beckerath | 1185 a.C. - 1182 a.C. |